# Spiraalspinnen

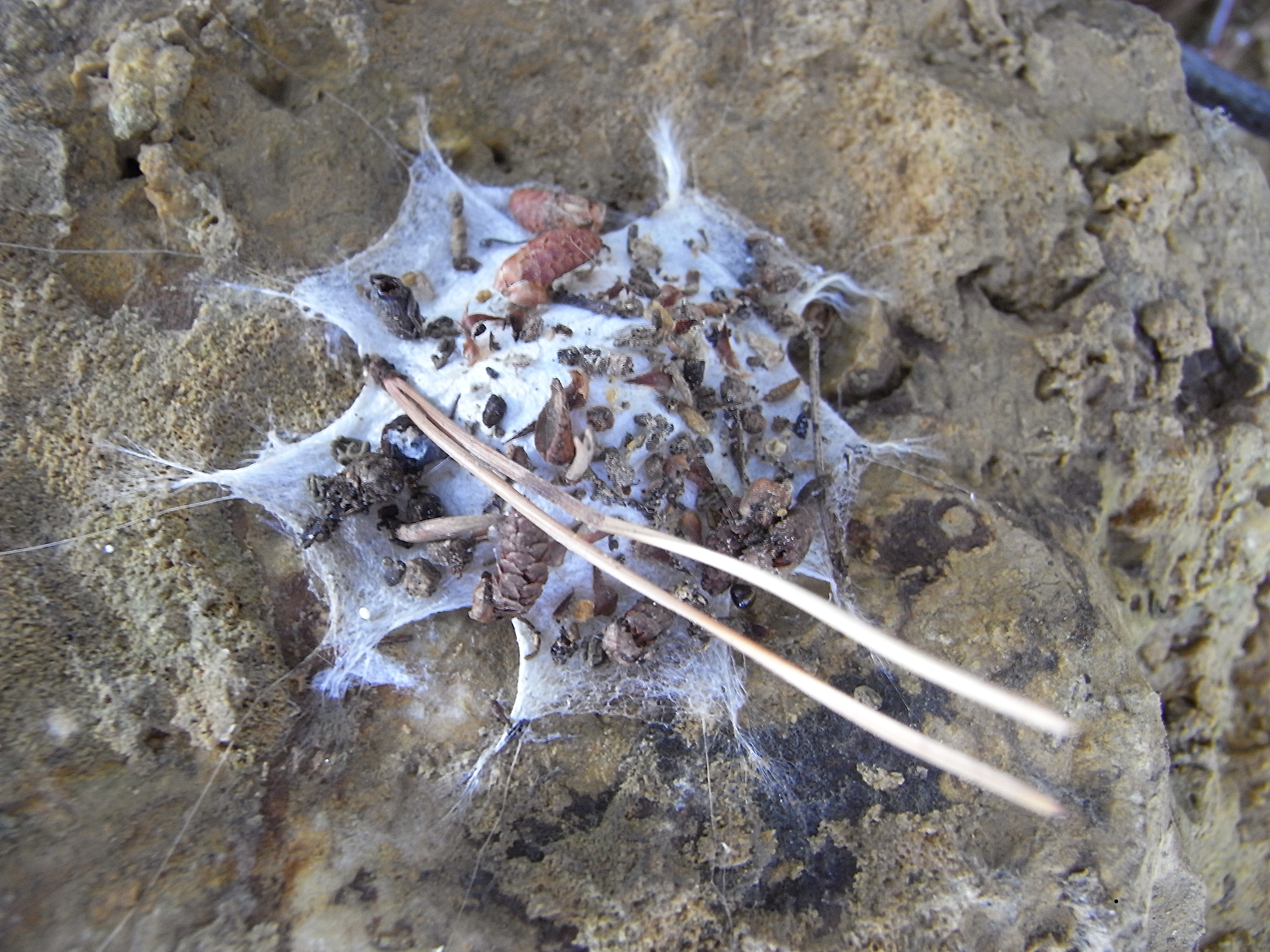
Nest van de Uroctea durandi.

Spiraalspinnen (Oecobiidae) zijn een familie van spinnen bestaande uit 105 soorten in 6 geslachten.

## Geslachten
- Oecobius Lucas, 1846
- Paroecobius Lamoral, 1981
- Platoecobius Chamberlin & Ivie, 1935
- Uroctea Dufour, 1820
- Urocteana Roewer, 1961
- Uroecobius Kullmann & Zimmermann, 1976

## Taxonomie
- Zie lijst van spiraalspinnen voor een volledig overzicht.

## Soorten in België
De volgende spiraalspinnen komen in België voor:
- Oecobius navus (Blackwall, 1859) - (Huisspiraalspin)

## Soorten in Nederland
De volgende spiraalspinnen komen in Nederland voor:
- Oecobius navus (Blackwall, 1859) - (Huisspiraalspin)